# Allokotarsa clypeata
Allokotarsa clypeata är en skalbaggsart som beskrevs av Louis Albert Péringuey 1904. Allokotarsa clypeata ingår i släktet Allokotarsa och familjen Melolonthidae. Inga underarter finns listade i Catalogue of Life.